# Etrúria
|  | Per al període napoleònic vegeu l'article Regne d'Etrúria. |

Etrúria era el nom del país dels etruscs. Comprenia, a grans trets, l'actual Toscana. Tenia al nord els Apenins, a l'est el Tíber i a l'oest la mar Tirrena.
Els escriptors clàssics donen al país el nom d’Etrúria i de vegades apareix també el de Tuscia, que va ser d'ús comú al final de l'Imperi, quan Tuscia va ser la denominació oficial de la regió, i així es troba a l'Itinerari d'Antoní i a la Taula de Peutinger. La Notitia Dignitatum també l'anomena Tuscia. A l'edat mitjana, una nissaga de comtes amb feus a la regió portava el nom de comtes de Túscia. De Tuscia va derivar Toscana.
Els habitants del territori s'anomenaven indistintament etruscs (en llatí etrusci) o toscans (en llatí tusci), i els dos noms s'usaven tant per Titus Livi com per Varró i altres autors clàssics, encara que tuscus i tusci semblen paraules més antigues, i eren les que usaven Valeri Cató i Plaute. Els grecs els anomenaven tirrens o tirsens (Τυρρηνοί o Τυρσηνοί) i al país Tirrènia (Τυρρηνία), una denominació que van mantenir encara en temps de l'Imperi Romà, encara que alguns autors parlen dels Ἐτροῦσκοι ('Etruskoi') o els Τοῦσκοι ('Tuskoi'), com ara Estrabó i Claudi Ptolemeu. Dionís d'Halicarnàs diu que els etruscs s'anomenaven a si mateixos rasena o rasenna.

## Geografia

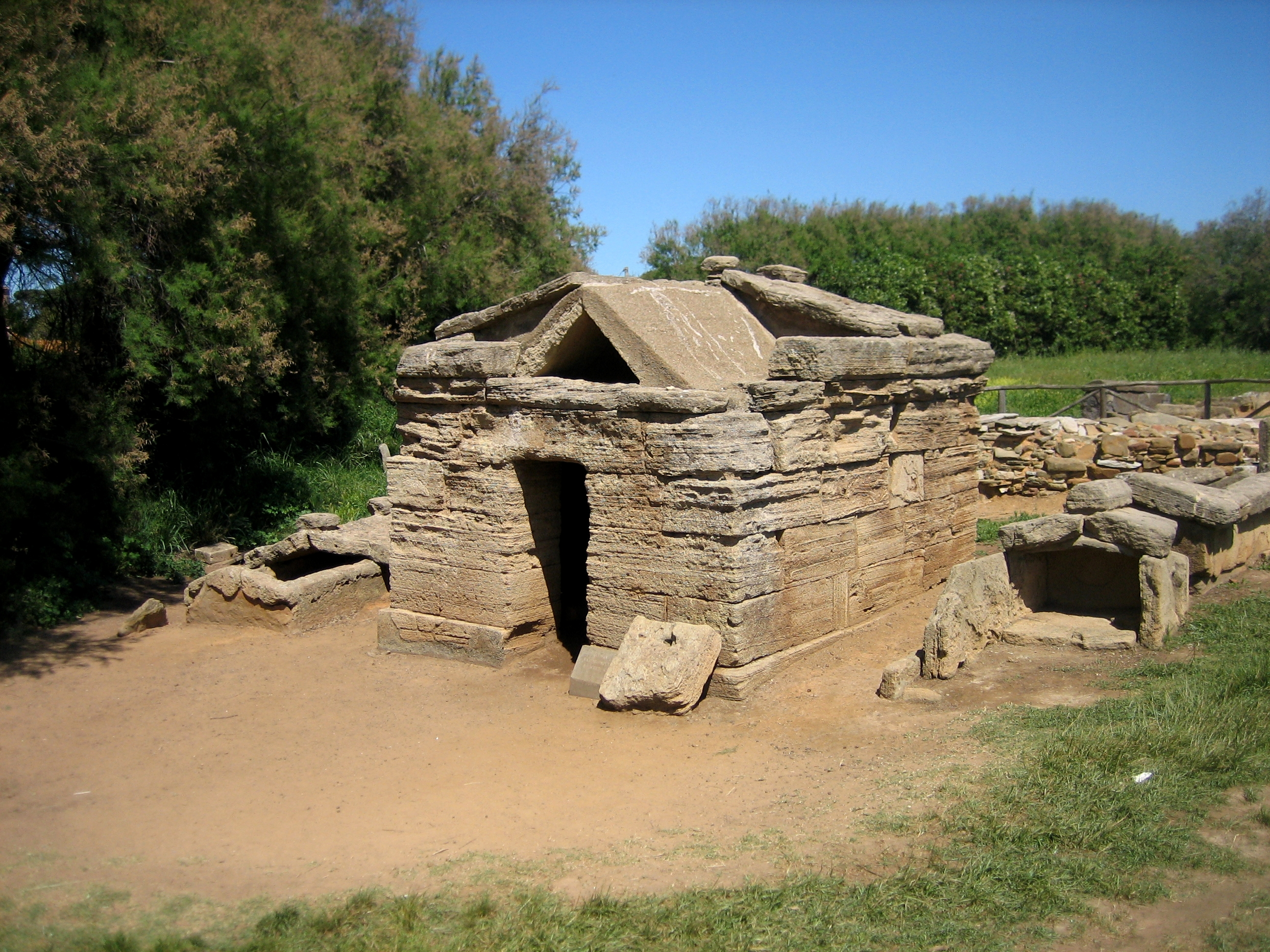
Necròpoli etrusca a Populònia

El riu Macra (avui Magra) separava el país de la Ligúria, pel nord-oest; al nord, seguien els Apenins, que separaven Etrúria de la Gàl·lia Cisalpina; el riu Tíber formava el límit oriental amb Úmbria i amb els sabins, i al final amb el Làtium. Plini el Vell diu que la longitud de la costa des de la desembocadura del Macra fins al Tíber era de 284 milles romanes, i Estrabó diu que mesurava 2.500 estadis. La part nord era muntanyosa; la part central entre l'Arno (Arnus) i el Tíber tenia grans masses de turons de bastant alçària on el mont Amiata formava el centre d'un grup volcànic al cor de la província (1.766 metres); la part de desembocadura de l'Arno era al·luvial; la vall del Clanis (Val di Chiana) connectava la depressió d'aquest riu amb el del Tíber i la costa amb les muntanyes de l'interior, regió coneguda amb el nom de la Maremma, i destacava a la zona el promontori del Piombino (Populonium) i les muntanyes Argentarius.
La part al nord de l'Arno estava formada pels contraforts dels Apenins, amb el grup conegut per Alps Apuans, que separaven la vall del Macra de la vall de l'Ausar (Serchio), la depressió de Lucca de la de Pistoia, i aquest de la vall de l'Ombrone i la del Sieve; el grup muntanyós del Prato Magno, que anava de la vall baixa de l'Arno fins al seu naixement; i finalment els anomenats Alps de la Catenaia, que separaven l'alta vall de l'Arno del Tíber (altura màxima 1.399 metres) i arribaven fins a Arezzo i Cortona i la zona del llac Trasimè i Perusa.
Al sud de l'Arno, canvia la seva característica a uns 60 km al sud de Siena, on es troba el grup del mont Amiata, amb el mont Labro i el mont di Radicopani als extrems, conjunt volcànic que ocupa la part sud del país i es connecta amb el Latium i la planura de Roma. En aquesta zona, cal esmentar l'extint volcà del Lacus Vulsiniensis (llac de Bolsena), del Lacus Ciminus (llac de Vico), del Lacus Sabatinus (llac de Bracciano) i del petit Lacus Alsictinus (llac de Matignano). Creuaven Etrúria la via Aurèlia, la via Càssia i la via Clòdia.

### Rius d'Etrúria[1]
| Rius que desaigüen al mar, de sud a nord - Caecina (Cecina) - Umbro (Ombrone) - Albinia (Albegna) - Armina o Armenta (Fiora) - Marta (Marta) - Minio (Mignone) - Ossa (Osa) - Alma (Alma) - Aventia (probablement el Lavenza) - Vesidia (Versiglia) | Afluents de l'Arno - Auser (l'actual Serchio arriba al mar avui en dia) - Sieve - Ombrone - Elsa - Era | Afluents del Tíber a Etrúria - Clanis, amb el seu tributari el Pallia (Plagia) - Cremera (entre Roma i Veïs) |

### Ciutats d'Etrúria[1]
| Ciutats del nord - Luna - Luca - Pisae - Pistoria - Faesulae - Florentia - Viracelum (possiblement Verrucola a la vall del Serchio) - Bondelia (no identificada) - Lucus Feroniae (colònia romana) Ciutats entre l'Arno i l'Umbro - Sena - Volaterrae - Populonium - Rusel·les - Portus Pisanus (el port de Pisa) - Labronis o Liburni (actual Liorna) - Portus Herculis - Vada Volaterrana - Portus Faleria - Portus Trajanus Ciutats de la vall del Clanis i fins al Tíber - Arretium - Cortona - Clúsium - Perusia | Ciutats al sud de l'Umbro i fins al Tíber - Volsinii - Vetulònia - Cosa - Vulci - Tarquinii - Caere - Veii (Veïs) - Falerii - Satúrnia - Suana - Statonia - Sudertum - Tuscània - Verentum o Vesentum - Ferentium - Blera - Sutrium - Nepete - Forum Cassii - Forum Clodii - Sabate - Capena - Fescennium - Horta - Polimàrcium - Herbanum - Portus Telamonis - Portus Herculis (Portus Cosanus) - Graviscae - Centumcellae - Castrum Novum - Pyrgi - Alsium - Fregenae - Portus Augusti | Estacions termals - Aquae Apollinares - Aquae Passeris - Aquae Tauri - Aquae Caeratanae - Aquae Populoniae - Aquae Volaterranae | No localitzades - Fanum Voltumnae - Ferentium |

### Altres llocs[1]

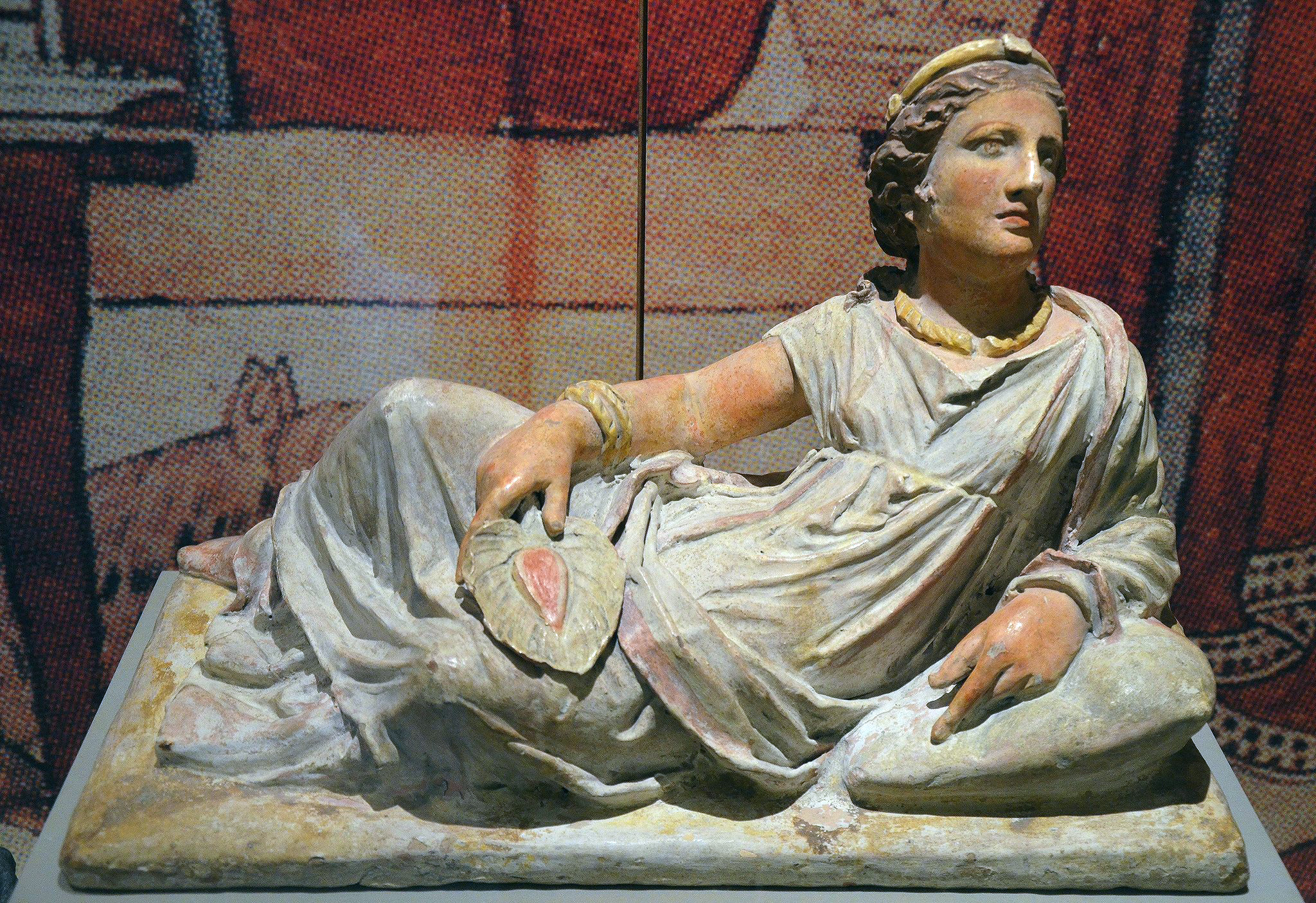
Estàtua etrusca.

| Llacs d'Etrúria - Trasimenus (llac Trasimè o de Perugia) - Volsiniensis (llac de Bolsena) - Sabatinus (llac de Bracciano) - Ciminus (llac de Vico) - Alsietinus (llac de Martignano) - Clúsium (llac de Chiusi) - Aprilis o Prelius (Paduli di Castiglione) - Paduli di Fucecchio - Llac de Bientina - Vadimonis (llac de Bassano) | Caps d'Etrúria - Populonium (Piombino) - Mons Argentarium o Promontorium Cosanum | Illes d'Etrúria - Ilva (Elba) - Planasia (Pianosa) - Oglasa (Montecristo) - Iglium (Giglio) - Dianium (Giannuti) - Urgo o Gorgon (Gorgona) - Capraria (Capraia) - Maenaria (Meloria) - Columbraria (Palmaiola) - Barpana i Venaria (probablement uns illots a Portus Telamonis, avui anomenats Formiche di Grosseto) |

## Els etruscs
Els etruscs eren un poble que va habitar la Itàlia central des del segle x aC a l segle i aC a Etrúria. La qüestió dels orígens dels etruscs ha estat durant molt de temps un tema d'interès i debat entre els historiadors. En els temps moderns, totes les proves reunides fins ara per arqueòlegs, antropòlegs i etruscòlegs prehistòrics i protohistòrics apunten a un origen indígena dels etruscs.
Des de l'antiguitat s'han proposat diverses opinions. Heròdot diu que eren un poble procedent de Lídia. El rei Atis d'aquell país, tenia dos fills: Lidos i Tyrsenos. Lidos es va quedar a Lídia, i l'altre va emigrar amb la meitat del poble a causa d'una gran fam. Van anar a Itàlia, al país dels umbres. Dionís d'Halicarnàs, Timeu de Tauromènion, Licofró i altres escriptors en fan relats semblants, i després els romans explicaven la mateixa història. Però l'historiador de Lídia, Xant, no parla d'aquesta emigració i diu que els dos fills d'Atis es deien Lidos i Torrebos, que van originar els pobles dels lidis i dels torrebis. Aquests darrers són molt poc coneguts i, probablement Heròdot va confondre els torrebis amb els tirsens i tirrens. Hel·lànic deia que els tirrens d'Etrúria eren pelasgs, que van emigrar de Tessàlia a Itàlia, on haurien fundat Spina a la desembocadura del Po i després haurien anat cap a l'interior fins a establir-se a Tirrènia. Només Dionís d'Halicarnàs diu que eren d'origen lidi, i que per les seves característiques eren massa diferents dels altres pobles, pel llenguatge, les maneres, els costums i la religió, i en suposa un origen autòcton.